# Lasioglossum flavopunctatum
Lasioglossum flavopunctatum är en biart som först beskrevs av Heinrich Friese 1924.  Lasioglossum flavopunctatum ingår i släktet smalbin, och familjen vägbin. Inga underarter finns listade i Catalogue of Life.